# Longa Skerries

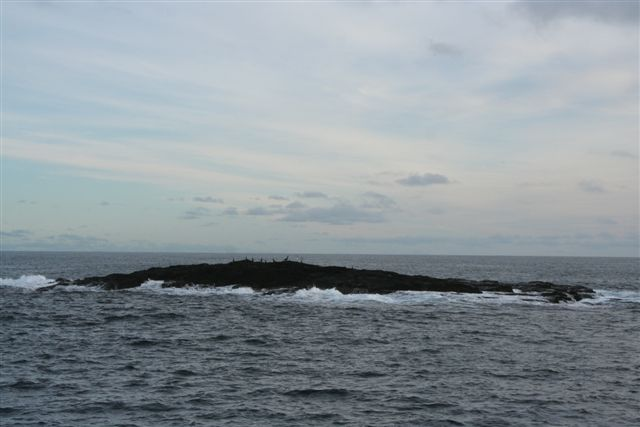
Der südlichste Teil der Longa Skerries

Die Longa Skerries sind eine Gruppe von Felsen, die im Osten der, zu Schottland zählenden Shetlands eine kleine Insel bilden.

## Geographie
Die Longa Skerries umfassen drei Felsen, die sich bei Niedrigwasser zu einer kleinen Insel vereinen. Sie liegen 6,5 Kilometer östlich von Whalsay. Das größere Grif Skerry liegt 500 Meter im Nordosten, die Insel East Linga einen Kilometer im Nordwesten.

## Historisches
Im Rahmen der historischen Gliederung Schottlands in Civil Parishes zählen die Longa Skerries zu Nesting.